# Estação Zoológico
A Estação Zoológico é uma das estações do Metrô de Caracas, situada no município de Libertador, seguida da Estação Caricuao. Administrada pela C. A. Metro de Caracas, é uma das estações terminais da Linha 2.
Foi inaugurada em 4 de outubro de 1987. Localiza-se na Avenida Principal de Caricuao. Atende a paróquia de Caricuao.